# 奧克威爾斯 (亞利桑那州)
奧克威爾斯（英語：Oak Wells）是位於美國亞利桑那州皮納爾縣的一個非建制地區。該地的面積和人口皆未知。

## 地理
奧克威爾斯的座標為32°47′20″N 110°56′15″W / 32.78889°N 110.93750°W，而該地的平均海拔高度為1364米（即4475英尺）。